# Railship II
Die Балтийск (Baltiysk), ehem. Railship II, ist ein Eisenbahnfährschiff, das von der Railship-Gruppe bis 1998 auf der Strecke Travemünde – Hanko (Finnland) und von 1998 bis 2005 auf der Route Travemünde – Turku eingesetzt wurde.
Beim Bau der Railship II griff die Werft auf den Entwurf der Railship I zurück, da sich dieses Schiff sehr gut bewährt hatte. Durch die hydrodynamische Weiterentwicklung der Rumpfform und Gewichtseinsparungen wurde die gleiche Geschwindigkeit wie bei dem kleineren Vorgängerschiff erreicht.

## Maschinenanlage
Die Maschinenanlage bestand aus zwei Hauptmotoren mit je 8000 kW, die über je ein Getriebe einen Verstellpropeller antrieben. An jedem Getriebe war zusätzlich ein Wellengenerator mit 1000 kW Leistung angebaut. Außerdem waren zwei Dieselgeneratoren mit je 1000 kW und ein Hafendiesel mit 176 kW eingebaut. Im Bug befinden sich zwei Querstrahlruder. Die Maschinenanlage, mit Ausnahme des Hafendiesels, war für den Betrieb mit Schweröl ausgelegt.

## Ladedecks
Auf den drei Ladedecks waren je fünf regelspurige Gleise im Boden versenkt verlegt. Auf dem unteren Deck 458 Meter, im mittleren Deck 777 Meter und im oberen 741 Meter. Mit Hilfe einer Schwenkbühne im vorderen Ladungsbereich und den sechs bordeigenen Rangierlokomotiven konnten die Wagen auf die Gleise der drei Ladedecks verteilt werden. Die Beladung erfolgte über die Heckklappe auf das mittlere Deck. Von dort aus wurden die Wagen mit einem 92-Tonnen Doppelstocklift auf die beiden anderen Decks gebracht. Insgesamt konnten 95 Wagen geladen werden. Alle drei Ladedecks sind geschlossen gebaut. Die Umspurung der Wagen auf die finnische Breitspur erfolgte in Hanko, ab 1998 in Turku. Auf dem offenen Oberdeck konnten mit zwei Spezialdavits Personenwagen für den Export geladen werden. Die Davits in Höhe des Schornsteins waren für eine Last von zwei Tonnen ausgelegt.

## Verbleib
Im September 2002 wurde das Schiff  in Finnrider umbenannt, am 24. März 2004 in Rider. Bis 2005 war es im Finnlandverkehr eingesetzt und wurde im März 2006 an die russische Reederei Rosmoport verkauft und am 29. Mai 2006 in Baltiysk umbenannt. Nach der Umrüstung der Gleisanlagen auf die russische Breitspur verkehrt die Fähre jetzt zwischen Baltijsk und Ust-Luga. Das Schiff hat die Eisklasse GL +100 A4 E4 + MC E4 AUT.